# Przywrotnik

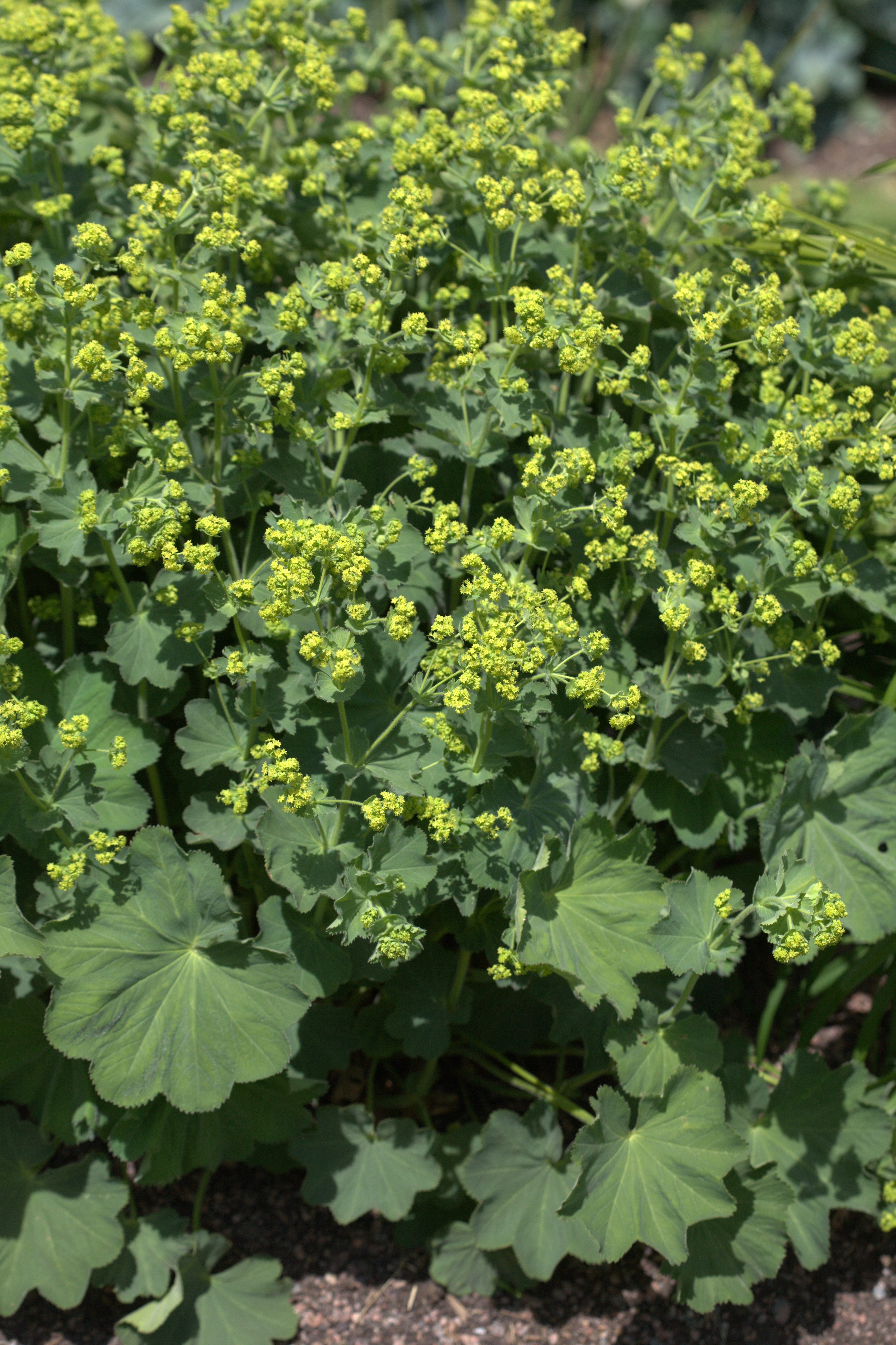
Alchemilla mollis

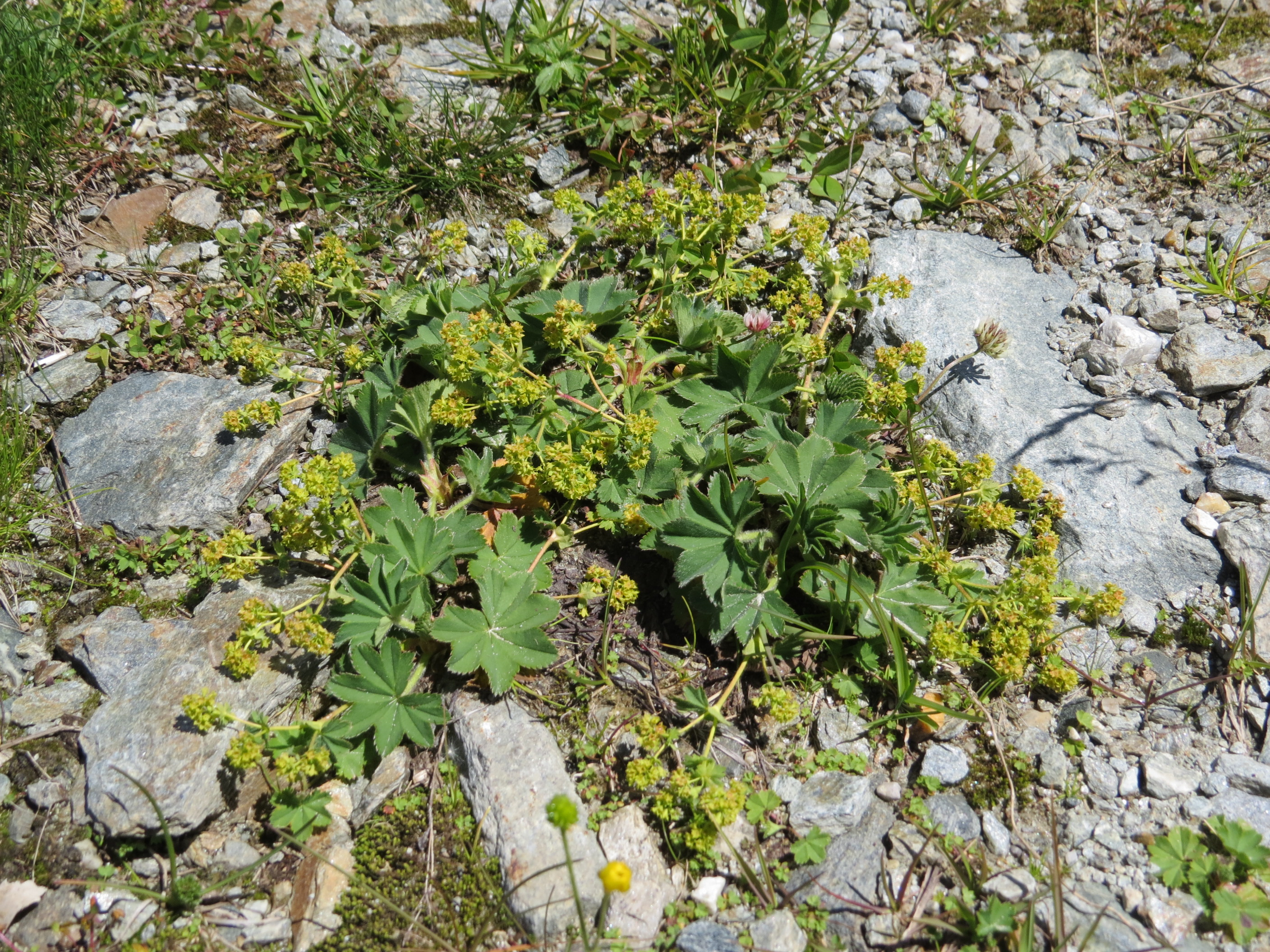
Alchemilla monticola

Przywrotnik (Alchemilla L.) – rodzaj roślin wieloletnich z rodziny różowatych. Obejmuje ponad 300 gatunków szeroko rozpowszechnionych na świecie. W samej Europie występuje ich ponad 300 gatunków (przy czym niemal wszystkie pochodzenia apomiktycznego), poza tym rosną w rejonie Kaukazu, w górach Azji, Północnej i Południowej Ameryki, w południowej Afryce i w górach części równikowej tego kontynentu. Pojedyncze gatunki występują w górach Australii i Nowej Zelandii, prawdopodobnie jako gatunki zawleczone. Kilka gatunków, a zwłaszcza przywrotnik miękki, uprawianych jest jako rośliny ozdobne. Poszczególne gatunki są trudne do rozróżnienia.

## Morfologia

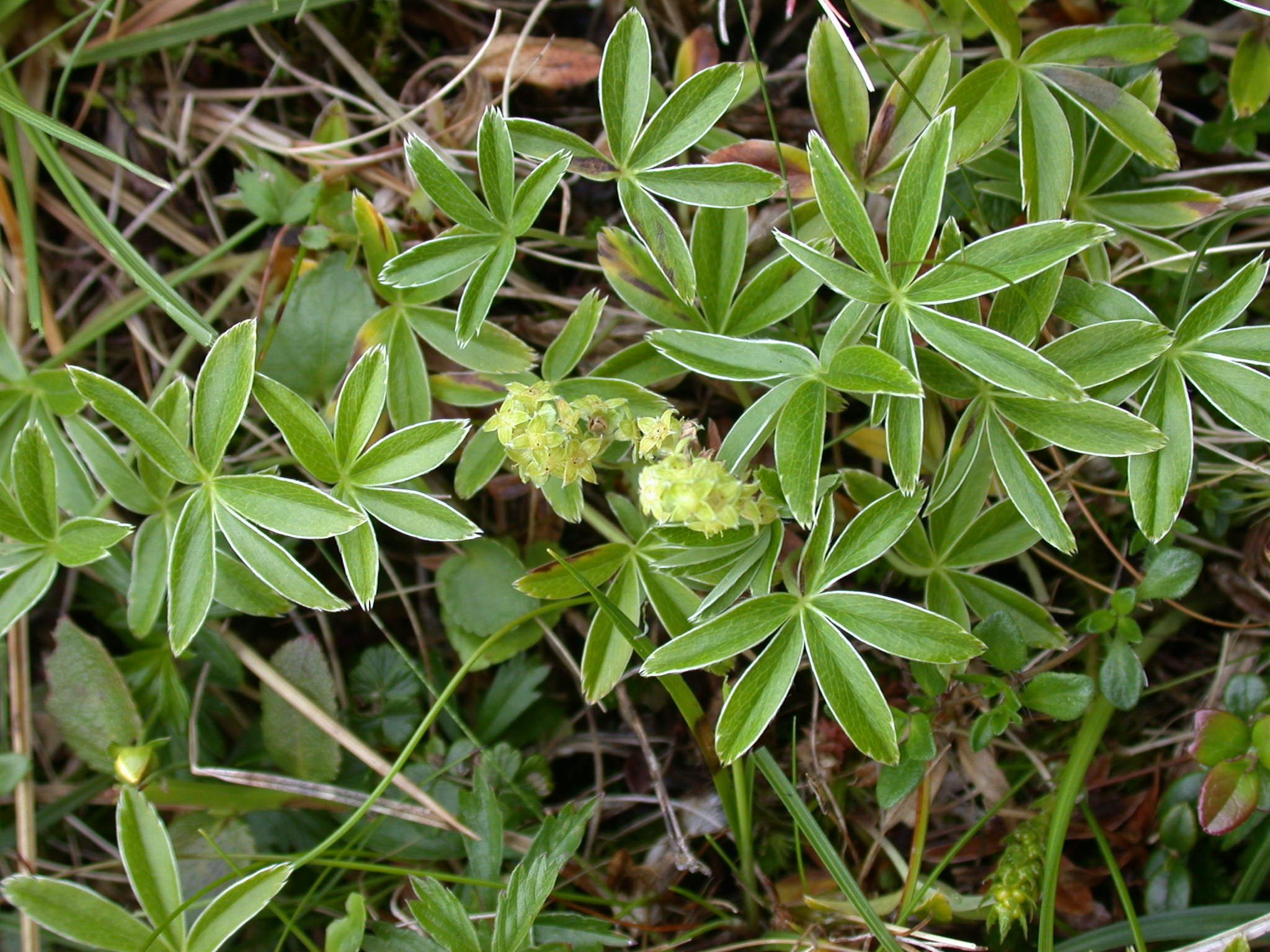
Alchemilla alpina

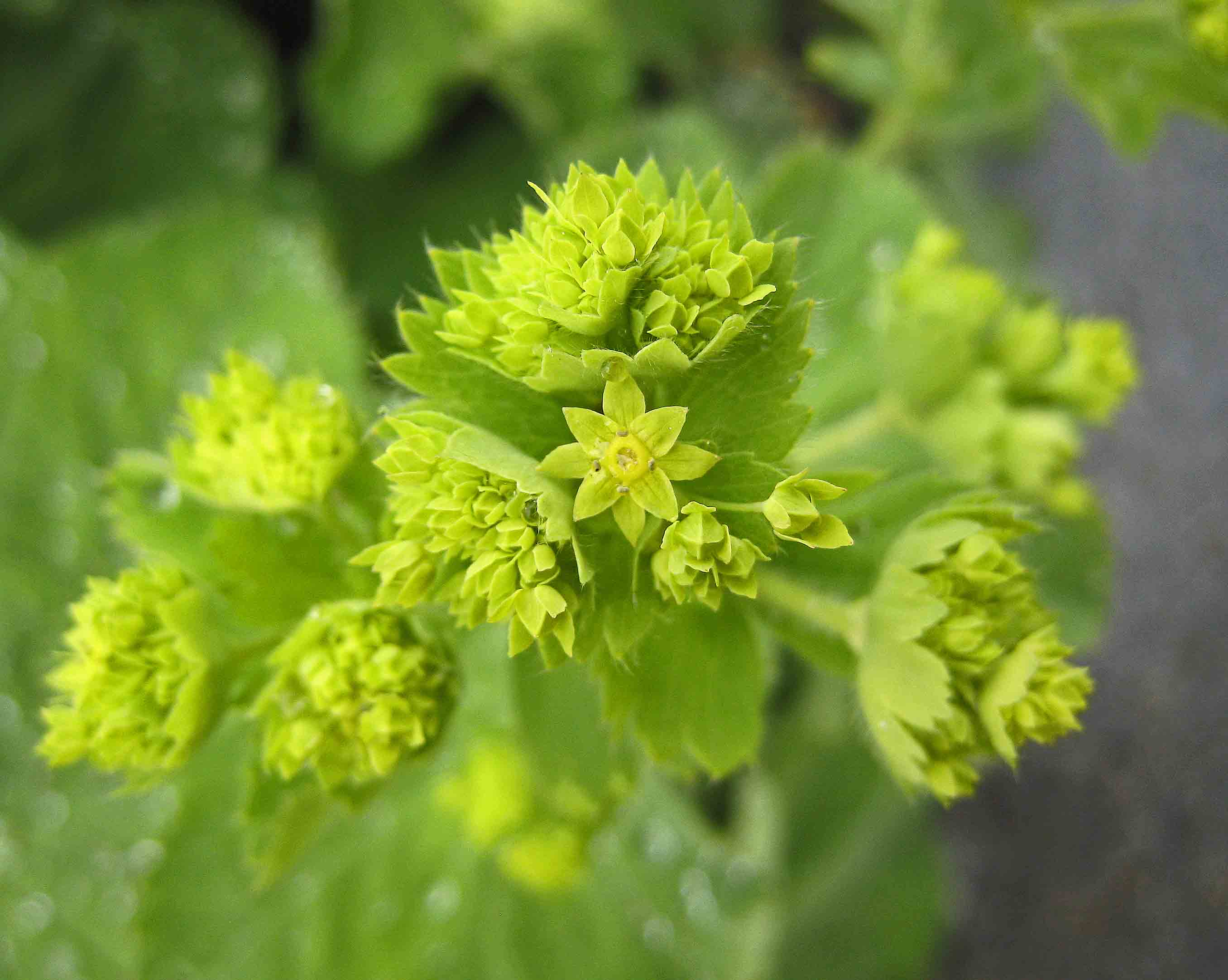
Alchemilla glabra

PokrójNieduże rośliny o wysokości 15–75 cm. Pędy zwykle płożące się lub pokładające i zakorzeniające się w węzłach, czasem z rozłogami.
LiścieNa ogół pojedyncze, w zarysie okrągłe, często klapowane i pokryte delikatnymi włoskami. U niektórych gatunków dłoniasto lub rzadziej pierzasto (gatunki andyjskie) złożone. Brzeg blaszki piłkowany.
KwiatyNiepozorne, żółtozielone i drobne, zebrane w rozgałęzione kwiatostany. Działki są 4, rzadko jest ich 5, odpowiednio tyle samo jest listków w towarzyszącym kielichowi kieliszku. Płatków korony brak. Pręciki są 4 lub jest ich 5. Zalążnia składa się tylko z jednego owocolistka z jedną szyjką.
OwocePojedyncze niełupki zamknięte w zasychającym i trwałym kielichu.

## Systematyka
Początkowo wszystkie formy przywrotnika występujące w Europie traktowane były jako jeden gatunek przywrotnik pospolity (A. vulgaris). Formy żyjące w odrębnych populacjach, charakteryzujące się powtarzalnością cech i warunków siedliskowych, wyodrębnia się obecnie jako tzw. gatunki drobne lub mikrogatunki (microspecies), traktując A. vulgaris jako gatunek zbiorowy. PIonierem badań nad mikrotaksonomią przywrotników był Robert Buser.
Badania nad filogenezą rodzaju, uwzględniające dane z zakresu morfologii i analizy genów DNA plastydowego i jądrowego, wskazują na istnienie czterech głównych linii rozwojowych (kladów) obejmujących kolejno: przedstawicieli rodzaju Alchemilla euroazjatyckich, afrykańskich, przedstawicieli rodzajów Aphanes i południowoamerykańskich Lachemilla. Ze względu na zagnieżdżenie kladów rodzaje Aphanes i Lachemilla włączane są do rodzaju Alchemilla.
Synonimy
Alchimilla Mill., orth. var., Lachemilla  (Focke) Rydb., Zygalchemilla  Rydb.
Pozycja systematyczna według APweb (aktualizowany system APG III z 2009)
Rodzaj należący do podplemienia Fragariinae, plemienia Potentilleae, podrodziny Rosoideae, rodziny różowatych (Rosaceae Juss.), rzędu różowców, kladu różowych w obrębie okrytonasiennych.
Pozycja systematyczna według systemu Reveala (1993-1999)
Gromada okrytonasienne (Magnoliophyta Cronquist), podgromada Magnoliophytina Frohne & U. Jensen ex Reveal, klasa Rosopsida Batsch, podklasa różowe (Rosidae Takht.), nadrząd Rosanae Takht., rząd różowce (Rosales Perleb), podrząd Rosineae Erchb., rodzina różowate (Rosaceae Juss.), plemię Alchemilleae Dumort., podplemię Alchemillinae Meisn., rodzaj przywrotnik (Alchemilla L.).
Gatunki flory Polski
- przywrotnik babiogórski (Alchemilla babiogorensis Pawł.)
- przywrotnik Bogumiła (Alchemilla bogumili Pawł.)
- przywrotnik Braun-Blanqueta (Alchemilla braun-blanquetii Pawł.)
- przywrotnik delikatny (Alchemilla filicaulis Buser)
- przywrotnik falistolistny (Alchemilla cymatophylla Juz.)
- przywrotnik gorczański (Alchemilla gorcensis Pawł.)
- przywrotnik jasny (Alchemilla propinqua H. Lindb.)
- przywrotnik jedwabistonerwowy, p. Jasiewicza, p. giewoncki, p. jedwabisty (Alchemilla sericoneura Beser, syn: A. giewontica Pawł., A. jasiewiczii Pawł., A. sericoneuroides Pawł.)
- przywrotnik karbowany (Alchemilla subcrenata Buser)
- przywrotnik Kornasiów (Alchemilla kornasiana Pawł.)
- przywrotnik kosmaty (Alchemilla glaucescens Wallr.)
- przywrotnik Kulczyńskiego (Alchemilla kulczynskii Pawł.)
- przywrotnik kulistawy (Alchemilla subulosa Sam.)
- przywrotnik miękki (Alchemilla mollis (Buser) Rothm.) – gatunek uprawiany
- przywrotnik mocny (Alchemilla pyrenaica Dufour, syn. A. firma Buser)
- przywrotnik morskooki (Alchemilla oculimarina Pawł.)
- przywrotnik nagołodygowy (Alchemilla glabricaulis H. Lindb.)
- przywrotnik nerkowaty (Alchemilla reniformis Buser)
- przywrotnik nibywcięty (Alchemilla pseudincisa Pawł.)
- przywrotnik Otmara (Alchemilla othmarii Buser, syn. A. pseudothmarii Pawł)
- przywrotnik ostroklapowy (Alchemilla acutiloba Opiz)
- przywrotnik ostroząbkowy (Alchemilla acutidens Buser, syn. A. eugenii Pawł.)
- przywrotnik owłosiony (Alchemilla hirsuticaulis H. Lindb.)
- przywrotnik pasterski (Alchemilla monticola Opiz, syn. A. pastoralis Buser)
- przywrotnik płaskolistny (Alchemilla plicata Buser)
- przywrotnik płowy (Alchemilla straminea Buser)
- przywrotnik płytkoklapowy, p. Władysława, p. płaskoklapowy, p. przyjaciół (A. crinita Buser, syn: A. ladislai Pawł., A. amicorum Pawł.)
- przywrotnik podtatrzański (Alchemilla subtatrica Pawł.)
- przywrotnik polski (Alchemilla polonica Pawł.)
- przywrotnik połyskujący (Alchemilla gracilis Opiz, syn. A. micans Buser)
- przywrotnik prawie nagi (Alchemilla glabra Neygenf., syn.  A.boleslai Pawł.)
- przywrotnik przymglony (Alchemilla baltica Sam. ex Juz., syn A. nebulosa Sam.)
- przywrotnik rozcięty (Alchemilla fissa Günther & Schummel)
- przywrotnik równoząbkowy (Alchemilla aequidens Pawł., syn: A. sokołowskii Pawł., A. zmudae Pawł.)
- przywrotnik różnowłosisty (Alchemilla versipila Buser, syn. A. versiploides Pawł.)
- przywrotnik sarmacki (Alchemilla sarmatica Juz.)
- przywrotnik siedmiokątny (Alchemilla heptagona Juz.)
- przywrotnik sierpowaty (Alchemilla semilunaris Alechin)
- przywrotnik siwy (Alchemilla flabellata Buser)
- przywrotnik smytniański (Alchemilla smytniensis Pawł.)
- przywrotnik Stanisławy (Alchemilla stanislaae Pawł.)
- przywrotnik sztywny (Alchemilla rigida Buser) – antropofit zadomowiony
- przywrotnik tatrzański (Alchemilla tatricola Pawł.)
- przywrotnik tępy, p. przytępiony (A. obtusa Buser)
- przywrotnik turkulski (Alchemilla turculensis Pawł.)
- przywrotnik Walasa (Alchemilla walasii Pawł.)
- przywrotnik Wallischa (Alchemilla wallischii Pawł.)
- przywrotnik wcięty (Alchemilla incisa Buser)
- przywrotnik Wichury (Alchemilla wichurae (Buser) Steansson)
- przywrotnik zaczerwieniony (Alchemilla colorata Buser)
- przywrotnik żółtawozielony (Alchemilla xanthochlora Rothm.)

Inne gatunki
- przywrotnik górski (Alchemilla connivens Buser) – wyłączony z flory Polski
- przywrotnik Kotuli (Alchemilla kotulae Pawł.) – wyłączony z flory Polski
- przywrotnik kulistawy (Alchemilla subglobosa G. C. Westerl.) – wyłączony z flory Polski
- przywrotnik łysawy (Alchemilla calviflora Plocek) – gatunek o wątpliwym występowaniu w Polsce
- przywrotnik ostrokwiatowy (Alchemilla pungentiflora (Plocek) Plocek) – gatunek o wątpliwym występowaniu w Polsce
- przywrotnik przegiętozębny (Alchemilla subconnivens Pawł.) – wyłączony z flory Polski
- przywrotnik szmaragdowy (Alchemilla smaragdina Plocek) – gatunek o wątpliwym występowaniu w Polsce
- przywrotnik Tacika (Alchemilla taciki Plocek) – gatunek o wątpliwym występowaniu w Polsce

W szerszym ujęciu taksonomicznym rodzaju należą tu także z flory Polski
- skrytek polny (Alchemilla arvensis (L.) Scop., syn. Aphanes arvensis L.)
- skrytek drobnoowockowy (Alchemilla microcarpa auct. non Boiss. & Reuter, syn. Aphanes inexspectata W. Lippert)